# Zone di protezione speciale della Sardegna
Le zone di protezione speciale della Sardegna, individuate in base alla Direttiva Uccelli (Direttiva 2009/147/CE) e appartenenti alla rete Natura 2000, sono 38 e comprendono circa 298 080 ettari tra superficie terrestre e marina.

## Zone di protezione speciale
| Definizione dell'area                                                         | Immagine | Codice Natura 2000 | Note | Sup.  | Coordinate             |
| ----------------------------------------------------------------------------- | -------- | ------------------ | --- | ----- | ---------------------- |
| Isola Asinara                                                                 |          | ITB010001          | Quasi integralmente compresa nel SIC ITB010082 Isola dell'Asinara, comprende interamente il Parco nazionale dell'Asinara                                                                                           | 9669  | 41.001447°N 8.274353°E |
| Arcipelago La Maddalena                                                       |          | ITB010008          | Si sovrappone in gran parte con il Parco nazionale dell'Arcipelago di La Maddalena | 21004 | 41.186944°N 9.466111°E |
| Isola Piana di Porto Torres                                                   |          | ITB013011          | Integralmente compresa nel SIC ITB010082 Isola dell'Asinara | 399   | 40.973592°N 8.219525°E |
| Stagno di Pilo, Casaraccio e Saline di Stintino                               |          | ITB013012          | Quasi integralmente compresa nel SIC ITB010002 Stagno di Pilo e di Casaraccio | 1287  | 40.888772°N 8.24852°E  |
| Capo Figari, Cala Sabina, Punta Canigione e Isola Figarolo                    |          | ITB013018          | Comprende completamente il SIC ITB010009 Capo Figari e Isola Figarolo | 4054  | 40.972026°N 9.628258°E |
| Isole del Nord - Est tra Capo Ceraso e Stagno di San Teodoro                  |          | ITB013019          | In parte compreso nell'Area naturale marina protetta Tavolara - Punta Coda Cavallo, comprende in gran parte il SIC ITB010010 Isole Tavolara, Molara e Molarotto e il SIC ITB010011 Stagno di San Teodoro           | 18164 | 40.791098°N 9.684449°E |
| Capo Caccia                                                                   |          | ITB013044          | Parzialmente compresa nell'Area naturale marina protetta Capo Caccia - Isola Piana, nel Parco naturale regionale di Porto Conte e nel SIC ITB010042 Capo Caccia (con le Isole Foradada e Piana) e Punta del Giglio | 4184  | 40.571608°N 8.226216°E |
| Piana di Ozieri, Mores, Ardara, Tula e Oschiri                                |          | ITB013048          | | 21069 | 40.667004°N 8.943061°E |
| Campu Giavesu                                                                 |          | ITB013049          | | 2154  | 40.458°N 8.763°E       |
| Golfo di Orosei (area protetta)                                               |          | ITB020014          | | 28972 | 40.161111°N 9.606944°E |
| Monti del Gennargentu                                                         |          | ITB021103          | | 44733 | 39.951111°N 9.336111°E |
| Supramonte di Oliena, Orgosolo e Urzulei - Su Sercone                         |          | ITB022212          | | 23474 | 40.192778°N 9.470833°E |
| Costa e Entroterra di Bosa, Suni e Montresta                                  |          | ITB023037          | Quasi completamente compresa nel SIC ITB020041 Entroterra e zona costiera tra Bosa, Capo Marargiu e Porto Tangone                                                                                                  | 8222  | 40.330945°N 8.480161°E |
| Monte Ortobene                                                                |          | ITB023049          | | 2159  | 40.329992°N 9.378954°E |
| Piana di Semestene, Bonorva, Macomer e Bortigali                              |          | ITB023050          | Comprende completamente il SIC ITB021101 Altopiano di Campeda | 19604 | 40.345865°N 8.75854°E  |
| Altopiano di Abbasanta                                                        |          | ITB023051          | | 19577 | 40.237755°N 8.919365°E |
| Isola Mal di Ventre                                                           |          | ITB030039          | | 375   | 39.990268°N 8.306872°E |
| Costa di Cuglieri                                                             |          | ITB033036          | | 2845  | 40.163087°N 8.477461°E |
| Stagno di S'Ena Arrubia                                                       |          | ITB034001          | | 298   | 39.82197°N 8.563608°E  |
| Corru S'Ittiri, stagno di S. Giovanni e Marceddì                              |          | ITB034004          | Cpmpletamente compresa nel SIC ITB030032 Stagno di Corru S'Ittiri | 2652  | 39.702511°N 8.528193°E |
| Stagno di Pauli Majori                                                        |          | ITB034005          | | 298   | 39.870186°N 8.624042°E |
| Stagno di Mistras                                                             |          | ITB034006          | | 702   | 39.903857°N 8.461096°E |
| Stagno di Sale E' Porcus                                                      |          | ITB034007          | Quasi completamente compresa nel SIC ITB030035 Stagno di Sale 'e Porcus | 473   | 40.016076°N 8.440541°E |
| Stagno di Cabras                                                              |          | ITB034008          | Completamente compresa nel SIC ITB030036 Stagno di Cabras | 3617  | 39.953607°N 8.497816°E |
| Isola del Toro (area protetta)                                                |          | ITB040026          | | 63    | 38.860278°N 8.408611°E |
| Isola della Vacca (area protetta)                                             |          | ITB040081          | | 60    | 38.938056°N 8.448611°E |
| Stagni di Colostrai                                                           |          | ITB043025          | Comprende parte del SIC ITB040019 Stagni di Colostrai e delle Saline | 1918  | 39.350385°N 9.57518°E  |
| Isola Serpentara                                                              |          | ITB043026          | Completamente compresa nell'area naturale marina protetta Capo Carbonara e nel SIC "Isola dei Cavoli, Serpentara, Punta Molentis e Campulongu" (ITB040020)                                                         | 134   | 39.142737°N 9.605388°E |
| Isola dei Cavoli                                                              |          | ITB043027          | Completamente compresa nell'area naturale marina protetta Capo Carbonara e nel SIC "Isola dei Cavoli, Serpentara, Punta Molentis e Campulongu" (ITB040020)                                                         | 173   | 39.085723°N 9.53301°E  |
| Capo Carbonara e stagno di Notteri - Punta Molentis                           |          | ITB043028          | Completamente compresa nell'area naturale marina protetta Capo Carbonara e nel SIC "Isola dei Cavoli, Serpentara, Punta Molentis e Campulongu" (ITB040020)                                                         | 867   | 39.129776°N 9.538365°E |
| Isola di Sant'Antioco, Capo Sperone                                           |          | ITB043032          | Comprende quasi completamente il SIC ITB042220 Serra is Tres Portus (Sant'Antioco) | 1785  | 38.97504°N 8.421144°E  |
| Costa e Entroterra tra Punta Cannoni e Punta delle Oche - Isola di San Pietro |          | ITB043035          | Compresa nel SIC/ZSC "Isola di San Pietro" (ITB040027) | 1911  | 39.144858°N 8.250481°E |
| Campidano Centrale                                                            |          | ITB043054          | | 1564  | 39.623133°N 8.64814°E  |
| Monte dei Sette Fratelli                                                      |          | ITB043055          | Comprende il SIC ITB042241 Riu S. Barzolu e in parte il SIC ITB041106 Monte dei Sette Fratelli e Sarrabus | 40474 | 39.428078°N 9.373993°E |
| Giara di Siddi                                                                |          | ITB043056          | | 960   | 39.675834°N 8.876824°E |
| Saline di Molentargius                                                        |          | ITB044002          | Compresa nel Parco naturale regionale Molentargius - Saline, comprende quasi completamente il SIC ITB040022 Stagno di Molentargius e territori limitrofi                                                           | 1307  | 39.227663°N 9.166859°E |
| Stagno di Cagliari (area protetta)                                            |          | ITB044003          | Compresa quasi completamente nel SIC ITB040023 Stagno di Cagliari, Saline di Macchiareddu, Laguna di Santa Gilla                                                                                                   | 3756  | 39.201432°N 9.051283°E |
| Foresta di Monte Arcosu                                                       |          | ITB044009          | Coincide completamente con la Riserva di monte Arcosu, compresa completamente nel SIC "Foresta di Monte Arcosu" (ITB041105)                                                                                        | 3132  | 39.175353°N 8.885114°E |

Dati dal sito del Ministero dell'Ambiente e della Tutela del Territorio e del Mare.